# Critote
Critote o Critota (en griego, Κριθώτη o Κριθωτή) es una antigua ciudad griega del Quersoneso tracio.
Es citada en el Periplo de Pseudo-Escílax, en una sucesión de ciudades del Quersoneso tracio formada por Egospótamos, Cresa, Critote y Pactia. En época de Estrabón estaba en ruinas. El geógrafo la sitúa entre las ciudades de Calípolis y Pactia. Plinio el Viejo, por su parte, dice que estaba en la parte de la Propóntide, donde también se hallaban las ciudades de Tirístasis, Cisa y Resisto.
Isócrates destaca la excelente situación, desde el punto de vista estratégico, de la ciudad, como punto de control del Helesponto. Por ello, el año 365 a. C. fue conquistada, junto con Sesto, por los atenienses bajo el mando de Timoteo.
Se conservan monedas de bronce acuñadas por Critote, fechadas entre los años 350 y 281 a. C, con las inscripciones ΚΡΙ, ΚΡΙΘΟ o ΚΡΙΘΟΥΣΙΩΝ.
Se desconoce su localización exacta y se supone que debió estar al norte de la población moderna de Gelibolu.